# 迷易千户所
迷易千户所，明朝时设置的千户所。
洪武十五年（1382年）置，治所在今四川省米易县，属建昌卫。后改属会川卫。清朝雍正时属建川南道宁远府，乾隆二十六年（1761年）改为迷易巡检所。